# Combretum auriculatum
Combretum auriculatum är en tvåhjärtbladig växtart som beskrevs av Adolf Engler och Diels. Combretum auriculatum ingår i släktet Combretum och familjen Combretaceae. Inga underarter finns listade i Catalogue of Life.